# Holmen, Wisconsin
Holmen là một làng thuộc quận La Crosse, tiểu bang Wisconsin, Hoa Kỳ. Năm 2006, dân số của làng này là 6200 người.